# Kedron Brook
Kedron Brook är ett vattendrag i Australien. Det ligger i delstaten Queensland, nära delstatshuvudstaden Brisbane.
Runt Kedron Brook är det i huvudsak tätbebyggt. Runt Kedron Brook är det tätbefolkat, med 819 invånare per kvadratkilometer. Genomsnittlig årsnederbörd är 1 434 millimeter. Den regnigaste månaden är januari, med i genomsnitt 283 mm nederbörd, och den torraste är oktober, med 22 mm nederbörd.